# Доденбург
Доденбург (нім. Dodenburg) — громада в Німеччині, розташована в землі Рейнланд-Пфальц. Входить до складу району Бернкастель-Віттліх. Складова частина об'єднання громад Віттліх-Ланд.
Площа — 3,84 км2. Населення становить 102 ос. (станом на 31 грудня 2020).

## Географія
Доденбург розташований у Східному Айфелі в регіоні Науратер-Хорст, приблизно в 16 км на захід від Віттліха.

## Історія
Сам Доденбург вперше згадується в документах Тріра 1279 року як «Дуденбург». Замок був перебудований у стилі бароко в 1791/94 роках імператорськими графами Кессельштатта; родина володіла замком до 1952 року. Двокрила будівля з круглими кутовими вежами, які й досі нагадують колишній замок, сьогодні є приватною власністю. Парк з його алеями досі існує в первозданному вигляді.
До кінця 18 століття Доденбург належав герцогству Люксембург. Місце відводилося правителям Бруха.
Після 1792 року французькі революційні війська окупували та анексували австрійські Нідерланди, до складу яких входило герцогство Люксембург, у жовтні 1795 року. З 1795 по 1814 рік Доденбург належав Кантону Дюдельдорф.
У 1815 році на Віденському конгресі колишня територія Люксембургу на схід від Зауера була передана Королівству Пруссія. У 1816 році муніципалітет Доденбург увійшов до округу Віттліх в адміністративному окрузі Трір у провінції Великого герцогства Нижнього Рейну, який у 1822 році був об'єднаний у Рейнську провінцію. Доденбург належав до мерії Гайдвайлера.
Після Другої світової війни муніципалітет Доденбург увійшов до складу новоствореної землі Рейнланд-Пфальц у зоні французької окупації.

## Міський голова
Айріс Вебер стала мером Доденбурга 25 червня 2014 року. На прямих виборах 26 травня 2019 року вона була підтверджена на посаді ще на п’ять років з 89,23% голосів.
Попередник Айріс Вебер - Ервін Вебер займав цю посаду з 1979 по 2014 рік.

## Політика
Муніципальна рада Доденбурга складається з шести членів ради, які були обрані більшістю голосів на муніципальних виборах 26 травня 2019 року, і почесного мера як голови.

## Герб
З 1981 року громада має герб:
Герб Доденбургського: «Щит розділений зверху зліва на нижній правий. У верхній правій половині червоний дракон у сріблі, у нижній лівій половині поле, розділене 9 разів на срібло та синє».
Герб: Червоний дракон у сріблі — це герб родини фон Кессельштаттів. Історію Доденбурга значно сформував імперський граф Кессельштатт. Замок Доденбург, колишній замок з ровом, був у 1790 році у спадок Казимиру Фрідріху фон Кессельштату. У середині 18 століття він був захоплений замком. Люксембурзькі кольори (синій і сріблястий) символізують колишню приналежність Доденбурга до Герцогства Люксембург.

## Галерея

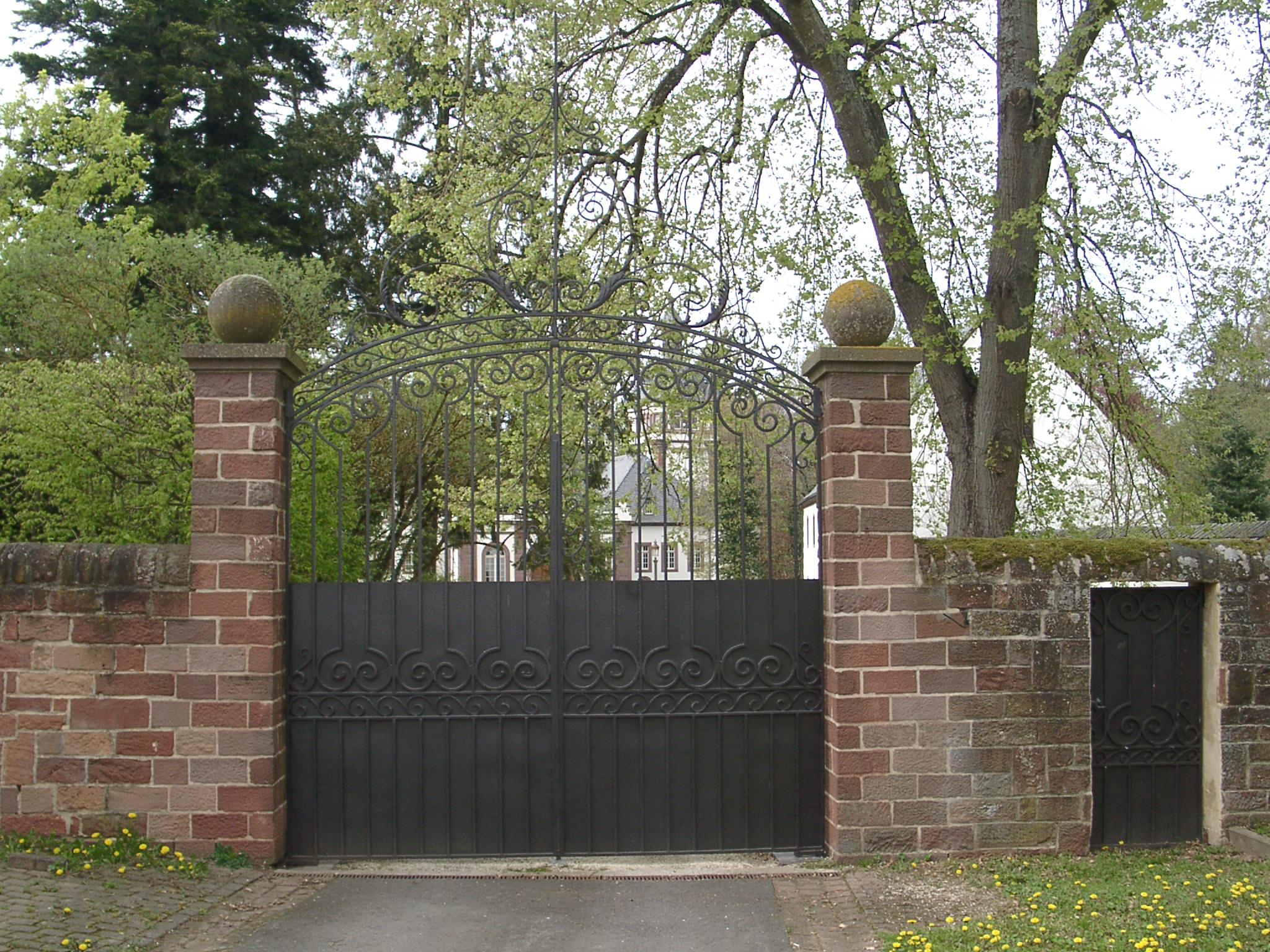